# Lina Volonghi
Giuseppina Angela Volonghi, detta Lina (Genova, 4 settembre 1916 – Milano, 24 febbraio 1991), è stata un'attrice italiana attiva in teatro, cinema, radio e televisione.
Artista eclettica, fu interprete di radiodrammi e di opere teatrali in lingua e in dialetto (o parzialmente dialettali), come La bocca del lupo (ambientata nella sua città natale e tratta dal romanzo di Remigio Zena), Le baruffe chiozzotte e I rusteghi, di Carlo Goldoni. Grazie alla sua naturale vis comica, interpretò ruoli brillanti in numerose commedie e pochade, senza peraltro trascurare opere di maggiore impegno drammaturgico.
A lungo attrice stabile al Teatro Duse e al Teatro di Genova con Luigi Squarzina, in quest'ultima sede tenne corsi di recitazione per giovani attori.
Con il proprio particolare timbro di voce, lesse e registrò su vinile diverse fiabe della raccolta I Racconta Storie. In suo nome è stato istituito un premio teatrale.

## Biografia

### Carriera teatrale
Nata nello storico quartiere di Sturla, sei fratelli, la Volonghi fu, ancora giovanissima, una promessa del nuoto italiano, arrivando a essere vice campionessa nazionale; lasciò lo sport, Le condizioni disagiate la tolsero alla scuola, costringendola a cercare lavoro sin da adolescente in negozi di stireria e cucito. L’impegno civile e politico ha sempre sostenuto le cause dei più deboli e degli operai della sua città per tale motivo nel 1982 fu eletta nel Consiglio comunale di Genova tra le file del Partito comunista italiano,  fu l'attore genovese Gilberto Govi, che le affidò una parte nella commedia I manezzi pe majâ na figgia. Sentendosi costretta nel repertorio dialettale, sei anni dopo decise di lasciare la compagnia goviana e di trasferirsi a Roma per approdare al Teatro delle Arti, fondato e diretto da Anton Giulio Bragaglia.

Gilberto Govi nella commedia teatrale Cerco alloggio. Lina Volonghi è la seconda da destra (1938)

A fine anni quaranta il suo nome figurava "in ditta" con quelli di Ernesto Calindri, Franco Volpi e Lia Zoppelli, insieme ai quali recitò in lavori di George Bernard Shaw ed Oscar Wilde.
Dai primi anni cinquanta, insieme con Bianca Toccafondi, fece parte della compagnia teatrale fondata da Renzo Ricci ed Eva Magni; da allora, lavorò con i maggiori attori italiani del teatro di prosa, fra cui Lauretta Masiero e, nel 1956, Alberto Lionello, Laura Adani e Luigi Cimara nella commedia La sensale di matrimoni di Thornton Wilder.
Particolarmente importante fu la sua collaborazione con il Teatro di Genova (e in particolare con il suo direttore e regista Ivo Chiesa), a cui approdò fin dagli anni cinquanta; le sue prime interpretazioni furono in Celestina di Fernando de Rojas, Piccoli borghesi di Maksim Gor'kij, Colomba di Jean Anouilh.
Diretta dai maggiori registi teatrali del Novecento (fra cui Luchino Visconti e Giorgio Strehler), ebbe in repertorio opere di massimi autori, ad esempio Come le foglie di Giuseppe Giacosa, Il tacchino di Georges Feydeau, L'estro del poeta di Eugene O'Neill per arrivare, a fine carriera, a Madre Coraggio (dall'omonimo lavoro di Bertolt Brecht, con la regia di Luigi Squarzina), La brocca rotta di Heinrich von Kleist, Buonanotte mamma di Marsha Norman e Bussando alla porta accanto di Françoise Dorin, lavoro con cui nel 1986 diede l'addio al palcoscenico.

### Carriera televisiva

Sandra Mondaini, Marcello Marchesi, Lina Volonghi nel varietà televisivo Il signore di mezza età, Rai 1963

Per la televisione partecipò a diversi Caroselli e a numerose riduzioni e adattamenti teatrali, protagonista di spettacoli come Eva ed io, Il signore di mezza età, con Marcello Marchesi, Se te lo raccontassi, con Johnny Dorelli; ma fu anche conduttrice per la regione Liguria della trasmissione Gran Premio, abbinata alla Lotteria di Capodanno, nella stagione 1963-1964.
Principali lavori per la televisione furono:
- L'idiota, dal romanzo omonimo di Dostoevskij, diretto da Giacomo Vaccari (1959)
- Biblioteca di Studio Uno: Il conte di Montecristo, diretto da Antonello Falqui (1964)
- Disneyland - Disney's Wonderful World
- The Ballad of Hector the Stowaway Dog: Where the Heck Is Hector? (USA, 1964)
- Non cantare, spara di Daniele D'Anza (1968)
- Processi a porte aperte: Il medico delle vecchie signore di Lydia C. Ripandelli (1968)
- Marty di Emilio Bruzzo (1971)
- La vedova Fioravanti di Antonio Calenda (1976)
- L'agente segreto di Antonio Calenda (1978)
- Arabella di Salvatore Nocita (1980)

### Carriera cinematografica
Per il cinema - per cui ha lavorò anche in produzioni estere, in particolare in Usa, Francia e Spagna -  fra gli anni sessanta e gli anni settanta  interpretò diversi film di rilievo, fra cui Una vita difficile (1961) di Dino Risi, e La donna della domenica (1975) di Luigi Comencini, dall'omonimo romanzo di Carlo Fruttero e Franco Lucentini.
A fianco di Rita Pavone e Totò interpretò nel 1965 il musicarello Rita, la figlia americana, regia di Piero Vivarelli.

### Morte
Morì nel 1991. Dopo essere stata cremata, le sue ceneri furono tumulate nel cimitero monumentale di Milano.

## Vita privata
Era sposata con l'attore Carlo Cataneo.

## Filmografia
- La signora in nero, regia di Nunzio Malasomma (1943)
- Il paese senza pace, regia di Leo Menardi (1943)
- La mano della morta di Carlo Campogalliani (1949)
- Ha fatto 13, regia di Carlo Manzoni (1951)
- La bella di Roma, regia di Luigi Comencini (1955)
- Io piaccio, regia di Giorgio Bianchi (1955)
- Una vita difficile, regia di Dino Risi (1961)
- Le tardone, regia di Marino Girolami e Javier Setó (1964)
- Rita, la figlia americana, regia di Piero Vivarelli (1965)
- Il venditore di palloncini, regia di Mario Gariazzo (1974)
- La donna della domenica, regia di Luigi Comencini (1975)
- Cara sposa, regia di Pasquale Festa Campanile (1977)
- Nessuno è perfetto, regia di Pasquale Festa Campanile (1981)
- Il 7° bersaglio (La 7ème cible), regia di Claude Pinoteau (1985)
- Aeroporto internazionale – serie TV, 12 episodi (1985)

## Televisione

### Prosa televisiva

Lina Volonghi nello sceneggiato L'idiota del 1959

- Ecco la fortuna di Alessandro De Stefani e Gaspare Cataldo, regia di Anton Giulio Majano (1957)
- I giorni più felici della vita, commedia di John Dighton, regia di Tino Buazzelli, trasmessa il 21 aprile 1958.
- La merenda sull'erba, commedia di Alessandro Brissoni, musiche di Bruno Maderna, regia di Alessandro Brissoni, trasmessa il 20 luglio 1960.
- La pazza di Chaillot di Jean Giraudoux, regia di Sandro Bolchi, trasmessa il 2 giugno 1961.
- La duchessa di ferro, regia di Claudio Fino, trasmessa il 25 agosto 1961.
- La casa nova di Carlo Goldoni, regia di Luigi Squarzina.
- Il giocatore, dal romanzo omonimo di Fiodor Dostoievski, regia di Edmo Fenoglio, 2 puntate (1965)
- I corvi di Henry Becque, regia di Sandro Bolchi, trasmessa il 7 gennaio 1969.
- Sior Todero brontolon di Carlo Goldoni, regia di Carlo Lodovici (1969)
- Una delle ultime sere di carnovale di Carlo Goldoni, regia di Luigi Squarzina, (1970)[4]
- Automobili (miniserie televisiva RAI), di Lucio Dalla, Sergio  Bardotti e Luigi Perelli, puntata del 22/09/1977 nella quale appare brevemente con la Compagnia del Teatro Stabile di Genova.
- La foresta, con Tullio Solenghi, Gino Pernice, Fiorenza Marchegiani, Eros Pagni, Lina Volonghi, Adolfo Geri, Wanda Benedetti, regia di Luigi Squarzina, trasmessa il 3 novembre 1979.
- La buona madre di Carlo Goldoni. In dialetto veneziano, produzione Rai del 1972, con l'adattamento e la regia di Carlo Lodovici,  scene di Mario Grazzini, costumi Giulia Mafai, con Lina Volonghi, Gianna Raffaelli, Donatella Ceccarello, Willy Moser, Marina Dolfin, Laura Carli, Grazia Maria Spina, Dario Mazzoli, Gino Cavalieri, ritrasmessa su Rai 5 il 7 giugno 2022.

## Radiofonia

### Prosa radiofonica Eiar
- Evelina, zitella per bene, commedia di Andrea Dello Siesto, regia di Guglielmo Morandi, trasmessa il 14 settembre 1942.

### Prosa radiofonica Rai
- Questi ci vogliono di Eligio Possenti, regia di Enzo Ferrieri, trasmessa il 12 marzo 1951.
- Una donna quasi onesta di Alfredo Vanni, regia di Umberto Benedetto, trasmessa il 7 giugno 1951.
- Le donne oneste di Henry Becque regia di Alessandro Brissoni (1957).

Varieta' radiofonici Rai
• Voi ed Io, programma d'intrattenimento radiofonico del mattino tutti i giorni dal lunedì al sabato dalle 9,15 alle 11,30 sul Programma Nazionale Radiorai per un mese intero nel marzo 1973.